# Nort-sur-Erdre
Nort-sur-Erdre ist eine französische Gemeinde mit 9448 Einwohnern (Stand 1. Januar 2022) im Département Loire-Atlantique in der Region Pays de la Loire.

## Geografie
Nort-sur-Erdre liegt am Unterlauf des Flusses Erdre, der bis zu seiner Einmündung in die Loire bei Nantes viele seenartige Verbreiterungen aufweist und somit eine vielfältige Wasserlandschaft bietet. Der Fluss ist mit Schiffen befahrbar und hat etwa fünf Kilometer unterhalb von Nort-sur-Erdre Anschluss an den Canal de Nantes à Brest, auf dem eine Verbindung zum Kanal- und Flusssystem der Bretagne ermöglicht wird.
Der Ort hat einen Bahnhof an der Bahnstrecke Nantes–Châteaubriant.

## Geschichte
Sankt Felix, der 16. Bischof von Nantes, sanierte im Jahre 550 die ungesunde Sumpflandschaft nördlich der Stadt, indem er durch den Bau von Flusssperren und Straßen den Wasserspiegel der Erdre um etwa zwei Meter anhob.
Damit wurde auch die Schifffahrt bis Nort-sur-Erdre möglich, was für die wirtschaftliche Entwicklung dieser Stadt eine große Bedeutung erlangen sollte.
Einst ein sehr wichtiger Industriehafen, sind die Fabriken längst aus dem Landschaftsbild verschwunden.
Die Wasserlandschaft der Erdre wird heute überwiegend für Freizeit und Tourismus genutzt, im Hafen von Nort-sur-Erdre gibt es eine Charter-Basis für Hausboote.

## Bevölkerungsentwicklung
| Jahr                       | 1962 | 1968 | 1975 | 1982 | 1990 | 1999 | 2007 | 2017 |
| Einwohner                  | 4222 | 4436 | 4606 | 5050 | 5362 | 5881 | 7197 | 8763 |
| Quellen: Cassini und INSEE |      |      |      |      |      |      |      |      |

## Sehenswürdigkeiten
- Kirche Saint-Christophe aus dem 19. Jahrhundert mit bemerkenswerten Glasfenstern
- Château se Port-Mulon

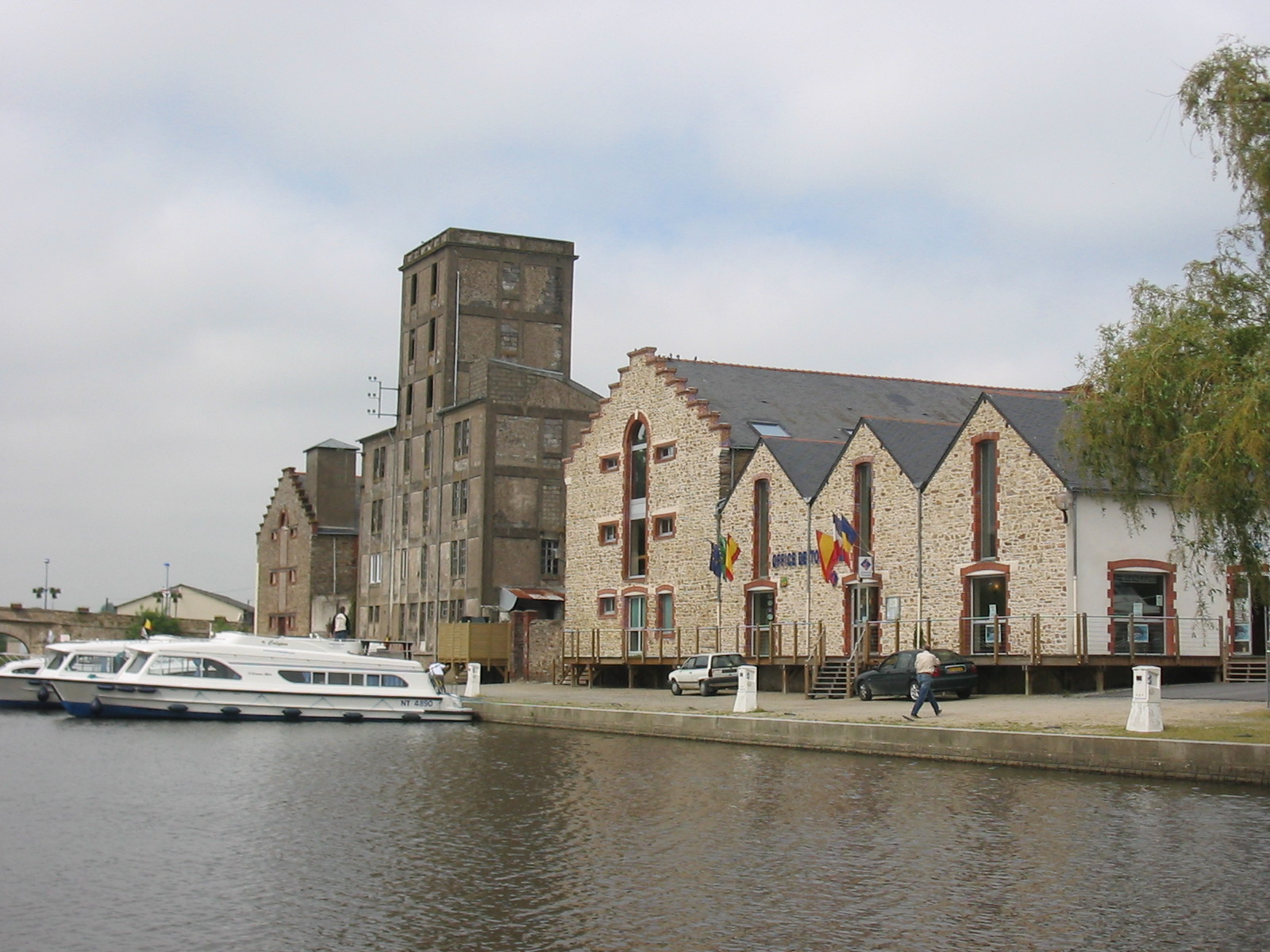
Marina im alten Hafen von Nort-sur-Erdre
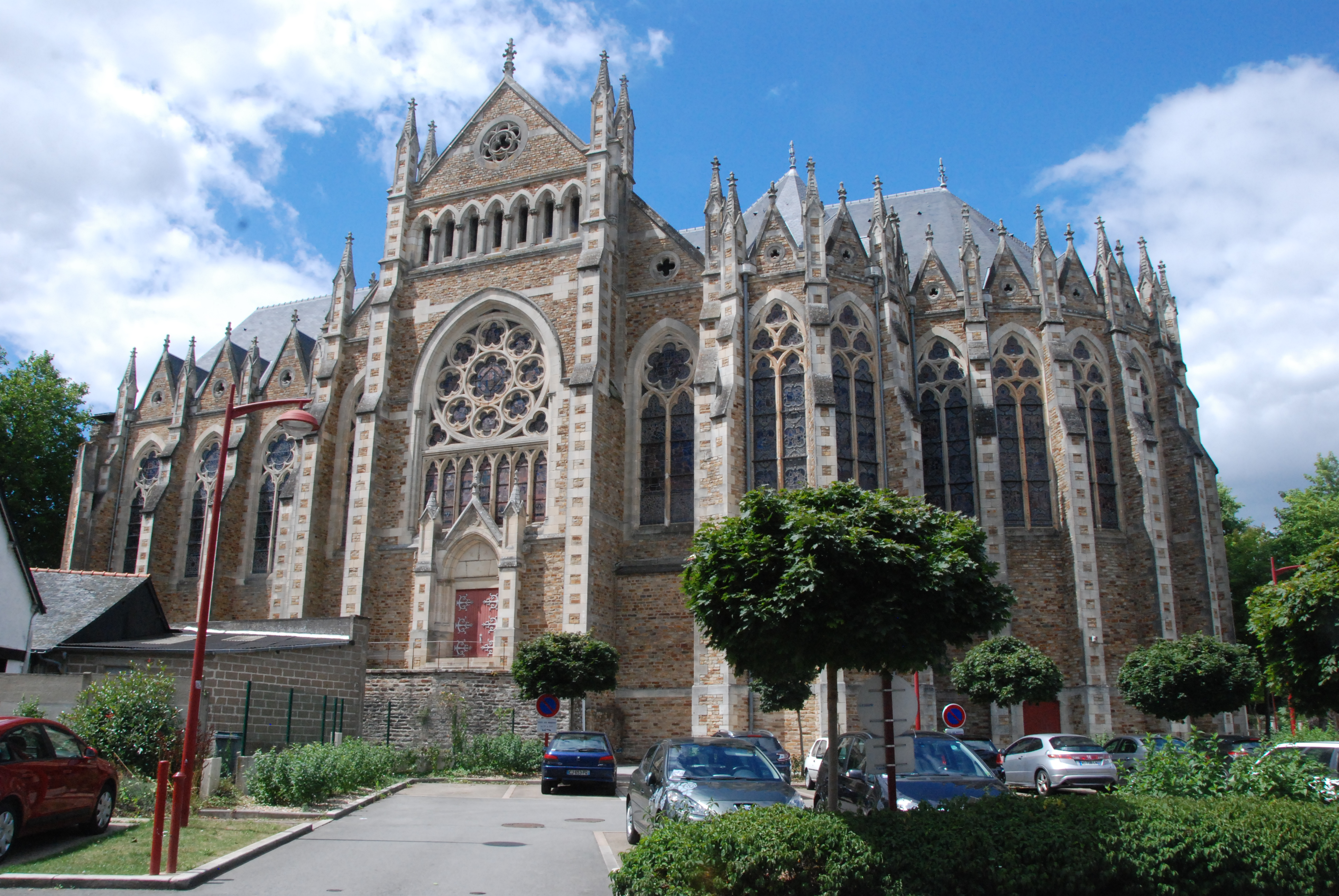
Kirche Saint-Christophe
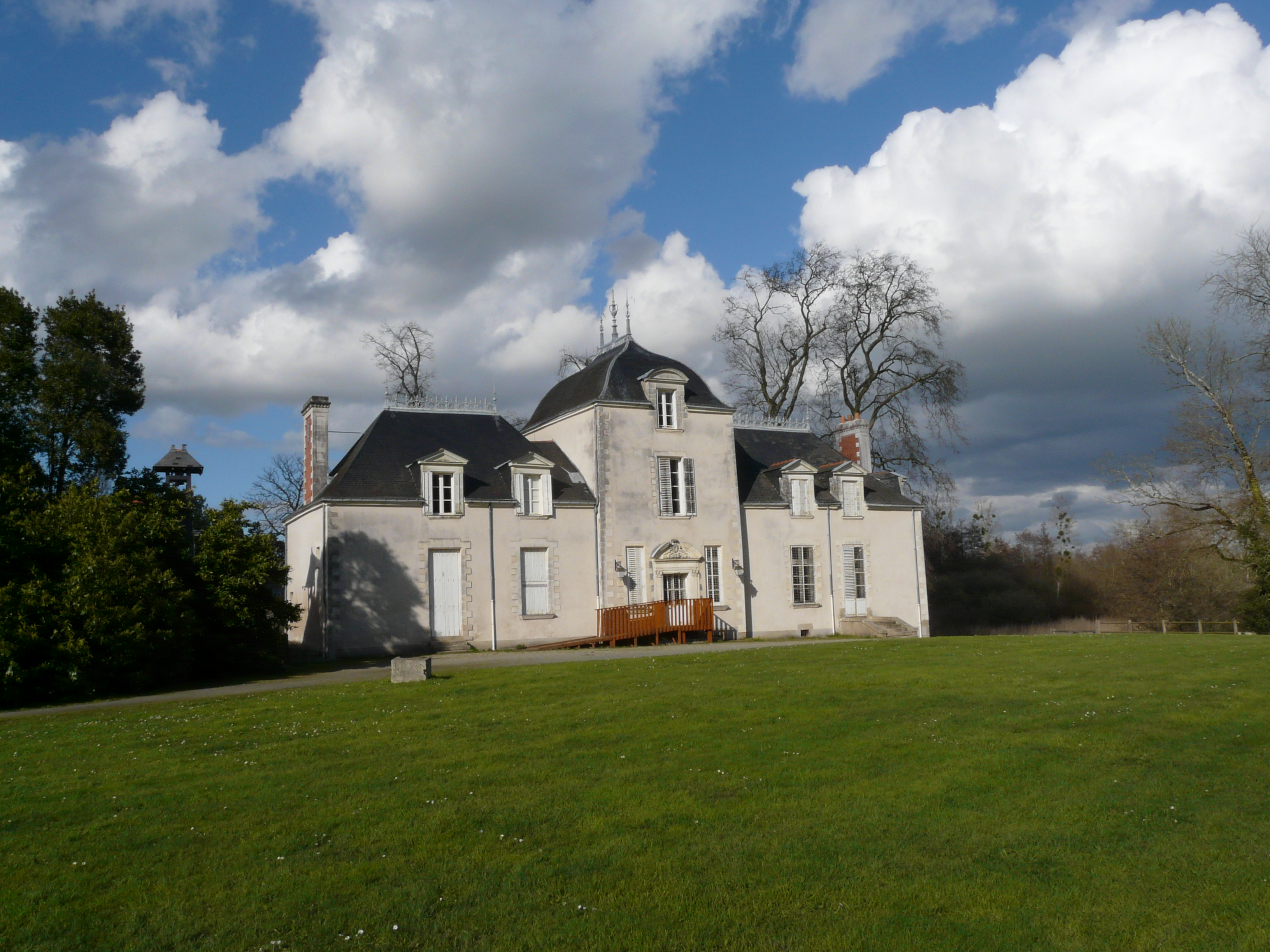
Château de Port-Mulon

## Städtepartnerschaften
- Maieru, Rumänien
- Piedrabuena, Spanien / Provinz Ciudad Real